# Collemopsidium halodytes
Collemopsidium halodytes är en lavart som först beskrevs av William Nylander och som fick sitt nu gällande namn av Grube & B. D. Ryan. 
Collemopsidium halodytes ingår i släktet Collemopsidium och familjen Xanthopyreniaceae. Arten är reproducerande i Sverige. Inga underarter finns listade i Catalogue of Life.